# 泰奧巴爾多·博卡佩奇
泰奧巴爾多·博卡佩奇（義大利語：Teobaldo Boccapecci，又作Boccapeconai；—1126年12月）在1124年12月13日教宗嘉禮二世去世後當選為新任教宗，並取尊號為「雷定二世」（Celestine II）。不過，在他舉行就職儀式期間，宗派間爆發暴力衝突，最終他為避免教會分裂，在未經祝聖及正式登基前主動辭職。
他是歷史上被視為「當選教宗」的兩人之一，另一名較為人熟知的是當選教宗德範，又稱「德範二世」。

## 生平
博卡佩奇生於羅馬。約於1103年，他獲教宗賈利二世任命為聖婦方濟加聖殿的執事級樞機。其後於1122年，教宗嘉禮二世在樞密會議上再委任他為聖亞納大西亞聖殿的司鐸級樞機。
中世紀早期的教宗歷史，經常被爭奪教宗寶座的選舉所主導，而候選人往往成為貴族權力鬥爭的代理人。在烏爾巴諾二世與賈利二世任內，樞密團吸納了大量意大利神職人員，進一步強化羅馬本地的政治實力。然而，他們對教宗嘉禮二世任命的法國及勃艮第籍樞機抱有戒心，認為對方是激進的改革派，並決心制衡其影響力。與此同時，以教廷秘書長艾梅里克·德勃艮第樞機為首的北方樞機同樣堅持要由他們支持的人選出任教宗。雙方勢力均爭取羅馬貴族家族的支持。
當教宗嘉禮二世於1124年12月13日逝世時，羅馬城內權力格局陷入對立：一方是親神聖羅馬皇帝的弗蘭吉帕尼家族，另一方則是主導羅馬貴族的皮耶雷奧尼家族，兩派各自推舉候選人，爭奪教宗繼任權。
樞密會議於12月16日，即嘉禮二世去世三日後舉行。樞機團在皮耶雷奧尼家族保護下，聚集於拉特朗大殿南側、聖潘克拉修修道院附屬的小聖堂內開會。會議初期，多數樞機傾向支持由皮耶雷奧尼家族力挺的聖德範堂司鐸級樞機薩克索·德安尼亞尼。不過，在聖科斯瑪與達米安諾堂的執事級樞機喬納森提出建議後，支持聲音轉向博卡佩奇。最終，他當選為新教宗，取尊號雷定二世。
博卡佩奇剛獲宣佈當選、授職儀式尚在進行、《讚美頌》亦剛奏起之際，羅貝托·弗蘭吉帕尼率領一隊武裝部隊強行闖入教堂。隨後，里奧·弗蘭吉帕尼聯同教廷秘書長艾梅里克·德勃艮第樞機，宣佈由奧斯提亞主教蘭貝托·斯坎納貝基出任教宗，此人據稱博學淵深。在混亂中，博卡佩奇受傷。由於尚未正式接受祝聖成為教宗，他為避免教會出現分裂，主動表示願意讓位，並於翌日正式辭職。皮耶雷奧尼家族則據報收受大筆金錢後同意撤回。
不過，蘭貝托·斯坎納貝基本人對於以如此方式登上教宗寶座感到不安，遂當眾辭職。但不久之後，他立即獲全體樞機一致重新推舉為教宗，並於1124年12月21日接受祝聖，正式即位，尊號為何諾二世。
博卡佩奇當時已年事已高，自該事件後未再見於史載。有學者認為他可能因在混亂中遭到粗暴對待，不久後便去世；但亦有研究者認為此說未有根據，屬於推測。至遲在1126年12月，他所擔任的聖亞納大西亞聖殿司鐸級樞機職位已由一位名為皮耶爾的神父接替，顯示博卡佩奇當時應已去世。
歷史學者薩爾瓦多·米蘭達指出，既然博卡佩奇是經合法程序當選，他不應被視為對立教宗；然而，由於他在未接受祝聖和即位前便辭職，故未列入歷任教宗名錄之中。